# Museu històric de Creta
El Museu històric de Creta (acrònim IMK) és un museu dedicat a la història de Creta que es troba a la ciutat de Càndia

## Edifici i història
Té la seu en un edifici construït el 1903 segons projecte de K. Tsantirakis per a la familia Kalokerinos. L'edifici, notable a l'exterior, és decorat a l'interior amb frescs representant escenes de la Ilíada i l'Odissea obra del pintor Antonios Stefanopoulos. El Museu s'hi va instal·lar el 1953, any de la seva fundació. S'hi han fet obres de reforma i ampliació, successivament als anys 70 i 90 del segle xx. El 2004 es van inaugurar unes noves sales per a exposicions temporals.
El Museu històric de Creta es deu a una iniciativa de la Societat cretenca d'estudis històrics, que el gestiona. Els seus continguts abasten, principalment, des del primer període romà d'Orient, a l'antigüitat tardana, fins al segle xx. Té també unes sales dedicades a l'etnografia de Creta. La presentació actual (2019) consta de 25 sales, distribuïdes entre planta baixa i dos pisos.

## Col·leccions
Les col·leccions principals són: 
- Una col·lecció d'objectes medievals, romans d'Orient, venecians i otomans (escultures i pintures principalment però també vestits, monedes, joies, treballs en miniatura, i altres) del segle xiii al xvi, incloent-hi dues petites pintures de El Greco, nascut a Creta, (Domènikos Theotokópoulos) una titulada "Vista del mont Sinaí i el monestir de Santa Caterina" (1570) i l'altra representant el baptisme de Crist (1567)
- Una col·lecció d'objectes de les revolucions cretenques del segle xix i de l'Estat de Creta (1898-1913) incloent banderes, escuts, retrats, joies, gravats, vestits, elements d'ús, mapes i altres, així com documents i fotografies.
- Col·lecció etnogràfica d'objectes de la vida diària típica de Creta (objectes femenins, brodats, llaços, vestits, joies, miniatures, instruments musicals, etc.)
- Sala de Nikos Kazantzakis, objectes del despatx, biblioteca, objectes personals, manuscrits i llibres de l'escriptor.
- Sales dedicades a la Segona Guera Mundial, la batalla de Creta i l'ocupació alemanya durant la Segona Guerra Mundial. Inclouen objectes del despatx, biblioteca i personals d'Emmanouil Tsouderos, primer ministre de Grècia durant la batalla de Creta

## Peces destacades
Entre els objectes més destacats, a part de les dues pintures de El Greco, un mural otomà del segle xviii titulada La flota turca al port d'Handax, una moneda d'or romana d'Orient de començaments del segle vii; arracades romanes d'Orient del segle x; retrat de M. Melitakas, cap de Milopotamos a la revolució de 1821-1830; un bust de Crist d'estil gòtic del segle xiii; una icona del segle xv (Crist Pantocrator entronitzat); una icona de Crist feta per Emmanuel Tzanes el 1675; una icona de Crist i Sant Jordi del segle xvii; una col·lecció de monedes romanes d'Orient d'or i coure de diversos períodes; i una col·lecció de ceràmiques medievals.